# 仙台市立生出小学校
仙台市立生出小学校（せんだいしりつ おいでしょうがっこう）は、宮城県仙台市太白区にある公立小学校である。学制にもとづく最初の小学校の一つとして、1873年に、現在の太白区茂庭に茂庭小学校（もにわしょうがっこう）の名で創立した。1889年に生出小学校と改称、合併により1956年に仙台市立となった。

## 概要
仙台市の南西部に位置する生出地区に生出小学校がある。ここは旧生出村の中心部である。周辺は田園地帯である。

## 学区
茂庭（茂庭台小学校学区を除く）、坪沼。

## 沿革
- 1873年（明治6年） - 茂庭小学校として創立
- 1882年（明治15年） - 茂庭中等小学校に改称
- 1886年（明治19年） - 茂庭尋常小学校に改称
- 1888年（明治21年） - 赤石分教場創設
- 1889年（明治22年） - 生出尋常小学校に改称
- 1894年（明治27年） - 折立分教場創設
- 1900年（明治33年） - 生出尋常高等小学校に改称
- 1927年（昭和2年） - 赤石分教場を明石分校に改称
- 1932年（昭和7年） - 折立分教場を折立分校に改称
- 1941年（昭和16年） - 国民学校令により生出国民学校に改称
- 1947年（昭和22年） - 学制改革により、生出村立生出小学校に改称
- 1956年（昭和31年） - 仙台市との合併で現在の仙台市立生出小学校に改称
- 1968年（昭和43年） - 折立分校が仙台市立八幡小学校の分校となる。
- 1982年（昭和57年） - 仙台市立人来田小学校が分離開校
- 1985年（昭和60年） - 仙台市立茂庭台小学校が分離開校
- 2015年（平成27年） - 仙台市立坪沼小学校が閉校し、生出小学校が受け入れ校となる。
- 2021年（令和3年）3月末 - 赤石分校が閉校[2]。
  - 7月4日 - 赤石分校閉校式[2]。

## 赤石分校
生出小学校より西に位置する赤石地区は秋保地区に隣接しており、生出小学校赤石分校があった。分校には1年～4年までの児童が通い、5年生より本校へのバス通学となっていた。2015年度（平成27年度）に在籍児童がなくなり、休校となった。今後も児童数が増える見込みがないため、2021年（令和3年）3月に赤石分校を閉校した。

## 卒業後の進路
- 生出中学校へ進学する[1]。